# Бельянская пещера
Бельянская пещера (словац. Belianska jaskyňa) — карстовая пещера, расположенная в восточной части Бельянских Татр в Словакии, крупнейшая и единственная открытая для посещения пещера в Высоких Бельянских Татрах. Пещера находится на северном склоне Кобыльей горы на территории Татранского национального парка, недалеко от города Высокие Татры.
Предполагается, что люди использовали пещеру в качестве жилища ещё в доисторическое время. Вход в пещеру известен с начала XIX века, но впервые пещеру исследовали 22 июля 1881 года золотоискатели Иоган Бритц (Johan Britz) и Юлиус Гус (Julius Husz), которые одновременно работали проводниками в горах.
Бельянская пещера располагается на восточных склонах Бельянских Татр, административно входит в кадастр города Высокие Татры в Прешовском крае. В 1979 году пещере присвоен статус Национального природного памятника. Длина пещеры составляет 3829 м, перепад высот — 168 м, туристам для осмотра открыт участок протяжённостью 1370 м — это самый длинный экскурсионный маршрут для подземных пещер в Словакии. Для того, чтобы его пройти, нужно преодолеть 874 ступеньки. Вход в пещеру расположен на высоте 890 м над уровнем моря.
Для посещений туристам пещера стала доступна в 1884 году, в 1896 году в подземном сооружении провели искусственное освещение, она стала первой в мире пещерой с искусственным освещением.
Средняя годовая температура в пещере колеблется в пределах от 5,0 до 6,3 °C.
- Сталактиты и сталагмиты Бельянской пещеры.
- Бельянская пещера